# راجيني دويفيدي
راجيني دويفيدي هي عارضة وممثلة هندية، ولدت في 24 مايو 1990 في الهند.

## وصلات خارجية
- راجيني دويفيدي على موقع IMDb (الإنجليزية)
- راجيني دويفيدي على موقع قاعدة بيانات الفيلم (الإنجليزية)